# Konradin
Konrad III., imenovan Mlajši ali Deček, običajno znan kot Konradin (nemško Konradin, italijansko Corradino), je bil zadnji neposredni dedič dinastije Hohenstaufen, * 25. marec 1252, † 29. oktober 1268. 
Bil je vojvoda Švabske (1254–1268), nominalni kralj Jeruzalema (1254–1268) in Sicilije (1254–1258). Po propadlem poskusu, da bi za dinastijo ponovno pridobil Kraljevino Sicilij, so ga ujeli in obglavili. 

## Zgodnje otroštvo
Konradin je bil rojen  v Wolfsteinu na Bavarskem kot sin Konrada IV. Nemškega in Elizabete Bavarske. Čeprav ni nikoli nasledil očeta kot rimsko-nemški kralj, so ga podporniki Hohenstaufenov leta 1254 priznali za kralja Sicilije in Jeruzalema. 
Po izgubi očeta leta 1254 je odraščal na dvoru svojega strica in skrbnika,  bavarskega vojvode Ludvika II.  Njegovi skrbniki so mu uspeli obdržali Švabsko, Jeruzalem pa je kot regent obdržal njegov sorodnik iz ciprske kraljeve hiše. Na Siciliji je še naprej ostal regent očetov polbrat Manfred, ki je začel načrtovati uzurpacijo kraljestva. 
O Conradinovem videzu in značaju je znanega malo, razen tega, da je bil "lep kot Absalom in je dobro govoril latinsko". Četudi ga je oče zaupal skrbništvu cerkve, je papež Aleksander IV. prepovedal Konradinovo izvolitev za rimsko-nemškega kralja in ponudil zemljišča Hohenstaufov v Nemčiji kralju Alfonzu X. Kastiljskemu in Rihardu Cornwallskemu.

## Politična in vojaška kariera
Potem ko je prevzel naslov kralja Jeruzalema in Sicilije, je Konradin leta 1262 prevzel vojvodino Švabsko in v njej nekaj časa ostal. Konradinovo prvo povabilo v Italijo je prišlo od gvelfov iz Firenc. Gvelfi so ga prosili, naj ukrepa proti Manfredu, ki je bil leta 1258 kronan za kralja Sicilije na podlagi lažne govorice o Konradinovi smrti. Ludvik je povabilo v imenu svojega nečaka zavrnil. Leta 1266 je grof Karel I. Anžujski, ki ga je poklical novi papež Klemen IV., pri Beneventu premagal in ubil Manfreda ter prevzel južno Italijo. Odposlanci gibelinskih mest so se nato odpravili na Bavarsko in Konradina pozvali, naj pride in osvobodi Italijo. Grof Gvido de Montefeltro, ki je zastopal rimskega senatorja Henrika Kastiljskega, mu je ponudil podporo Rima. Konradin je zastavil svoja ozemlja, prečkal Alpe in v Veroni izdal manifest, v katerem je predstavil svoje zahteve po Siciliji.
Po prebegu njegovega strica Ludvika in drugih spremljevalcev in njihovi vrnitvi v Nemčijo se je kljub grožnjam Klemna IV. in pomanjkanju sredstev zdelo, da Koradinovi načrt uspeva. Njegovi privrženci, tako na severu kot na jugu Italije, med njimi tudi princ Henrik Kastiljski,  so ga razglasili za kralja Sicilije in se oborožili. Rim je njegovega odposlanca sprejel z navdušenjem, mladi kralj pa je bil lepo sprejet v Pavii, Pisi in Sieni. Septembra 1267 do se španska flota pod poveljstvom Friderika Kastiljskega, številni vitezi iz Pise in španski vitezi iz Tunizije izkrcali v sicilskem mestu Sciacca. Večina otoka se je uprla vladavini Anžujcev. Karlu sta ostala zvesta le Palermo in Messina. Upor se je razširil na Kalabrijo in Apulijo. Novembra istega leta ga je papež Konradina izobčil. Konradinova flota je premagala floto Karla I. Anžujskega in Konradin je julija 1268 vstopil  v Rim in bil navdušeno sprejet. 
Po okrepitvi svojih sil se je odpravil proti Luceri, da bi se pridružil tamkajšnjim muslimanskim četam. 23. avgusta 1268 se je njegova večnacionalna vojska italijanskih, španskih, rimskih, muslimanskih in nemških čet srečala s Karlovo vojsko pri Tagliacozzu v hribovitem območju osrednje Italije. Vnema Conradinovih sil, zlasti španskih vitezov pod vodstvom infanta Henrika Kastiljskega, ki so zmagoslavno napadli in zasegli  anžujsko zastavo, je sprva kazala na zmago, a jo je Karlova zvijača sprevrgla v poraz. Konradin je pobegnil z bojišča v Rim, od koder se je po nasvetu odpravil v Asturo in od tam poskušal odpluti na Sicilijo. Ko je prispel na cilj, so ga aretirali in izročili Karlu, ki ga je skupaj z neločljivim Friderikom Badenskim zaprl v Castel dell'Ovo v Neaplju. 29. oktobra 1268 sta bila Konradin in Friderik Badenski obglavljena.

## Zapuščina
S Konradinovo smrtjo pri 16 letih je neposredna (moška) linija dinastije Hohenstaufenov izumrla. Njegovi posmrtni ostanki, skupaj s posmrtnimi ostanki Friderika Badenskega, ležijo v cerkvi samostana Gospe Karmelske v Neaplju, ki ga je ustanovila njegova mati za dobro njegove duše. V cerkvi je leta 1847 bavarski prestolonaslednik Maksimilijan v njegov spomin postavil marmorni kip Bertela Thorvaldsena. V Codex Manesse iz 14. stoletja, zbirki srednjeveških nemških besedil, ki se hrani v Heidelbergu, sta dve pesmi, ki jih je napisal Konradin. Konradinova usoda je bila tema več dram.
Njegovo dedno Jeruzalemsko kraljestvo je prešlo na dediče njegove praprababice Izabele I. Jeruzalemske, med katerimi je prišlo do spora o nasledstvu. Najstarejši dedič v prvorojenstvu je bil Hugo Briennski, drugi bratranec Konradinovega očeta, vendar je drug drugi bratranec,  Hugo III. Ciprski, že opravljal funkcijo regenta in mu je uspelo zavladati kraljestvu kot Hugu I. Jeruzalemskemu. Na podlagi sorodstva je prestol zahtevala tudi  Konradinova sestrična Marija Antioška, ki je pravico kasneje prodala Konradinovemu krvniku Karlu Anžujskemu. 
Po strogih pravilih legitimnosti je bila generalna dedinja njegovega Kraljestva Sicilije in Vojvodine Švabske njegova teta Margareta. Na tej podlagi je Sicilijo in Bavarsko zase zahteval njen sin Friderik. Njegove zahteve niso bile deležne velike naklonjenosti. Švabska, ki jo je Konradin zastavil pred svojo zadnjo odpravo, je kot teritorialna enota razpadala. V Levantu ni bil priznan, na oblasti v južni Italiji pa je bil globoko zasidran Karel Anžujski. Mejni grof Friderik je leta 1269 predlagal invazijo na Italijo in dobil nekaj podpore lombardijskih gibelinov, vendar njegovi načrti niso bili nikoli izvedeni in potem ni več igral nobene vloge v italijanskih zadevah. 
Sicilija je nazadnje pripadla Karlu Anžujskemu, a so sicilske večernice leta 1282 povzročile delitev kraljestva. Otok Sicilijo so  obdržali Manfredovi aragonski dediči, anžujska stran pa je dobil južni del Italije, popularno imenovan Neapeljsko kraljestvo.